# Her Heart's Desire
Her Heart's Desire est un film muet américain réalisé par Colin Campbell et sorti en 1917.

## Fiche technique
- Réalisation : Colin Campbell
- Scénario : Lanier Bartlett
- Production : William Nicholas Selig
- Date de sortie : États-Unis : 1er septembre 1917

## Distribution
- Wheeler Oakman
- J. Farrell MacDonald
- Bessie Eyton
- Lillian Hayward